# Gesta
Gesta (łac. czyny) – określenie od francuskiego chansons de geste (fr.; łac. gesta – opowieść o wydarzeniu historycznym), gatunek epiki rycerskiej rozwijający się w XI–XIII-wiecznej Francji, nazywany inaczej pieśniami o czynach. 
Opowieści jako swobodny typ opracowania historycznego, dotyczący czynów, sławy i postaw szczególnie godnych upamiętnienia, w myśl zasady historia magistra vitae est (np. historia biblijna).  
Gatunek rozwijających się w średniowieczu pism kościelnych, będących np. sprawozdaniami z procesów i egzekucji chrześcijańskich wyznawców w pierwszych wiekach naszej ery. Gesta występowały często w formie listów kursujących między gminami chrześcijańskimi lub w formie protokołów sądowych. Stały się podstawą późniejszej hagiografii.